# Muzeum nákladních automobilů Tatra
Muzeum nákladních automobilů Tatra (MNAT) se nachází v Kopřivnici na jihozápadním okraji areálu automobilky Tatra, v prostorách její bývalé slévárny. Je zaměřeno na nákladní, vojenské a speciální automobily, vyrobené Kopřivnickou vozovkou a Tatrou, součástí expozice je i samostatný depozitář pro motorový vůz M 290.0 Slovenská strela.
Organizačně je MNAT součástí Muzea Novojičínska, kde spolu s Muzeem osobních automobilů Tatra (MOAT) tvoří organizační jednotku Muzeum Tatra Kopřivnice. Vzdušnou čarou jsou od sebe budovy MNAT a MOAT vzdálené asi 600 m, pěší cestou asi 1 km. Budova MNAT včetně depozitáře je vlastněna Moravskoslezským krajem. Převážná část exponátů pochází z původní sbírky sběratele Jiřího Hlacha, kterou Tatra získala v roce 2015. Menší část exponátů je zapůjčena od soukromých sběratelů nebo jiných institucí.

## Historie muzea
Tehdejší Technické muzeum Tatra se do stávajících prostor v kopřivnické Záhumenní ulici přesunulo v roce 1997, ale již tehdy se potýkalo s nedostatkem prostoru a současně bylo zřejmé, že zde nelze dostatečně prezentovat poslední existující výrobní artikl Tatry, tzn. nákladní automobily.
V roce 2008 vznikl projekt Vědecko-technického muzea TATRA (VTMT). Ten zahrnoval i interaktivní modely strojů a mechanismů podle původních konstrukčních výkresů a poznámek, trenažéry, renovační dílny, studovny, projekce ze zkoušek, závodů a expedic atd., což mělo sloužit k vědecko-vzdělávacím akcím pro odborníky i veřejnost, k badatelské a studijní činnosti. Pro novou expozici byla vytipována budova bývalé slévárny, dokončené roku 1911 pro výrobu součástek automobilů tehdejší Kopřivnické vozovky, pozdější Tatry. Provozu sloužila budova až do konce 20. století. Na realizaci projektu VTMT Tatra byla vyhlášena architektonická soutěž a automobilka Tatra, coby iniciátor projektu, v roce 2010 podala žádost o dotaci z evropských strukturálních fondů na projekt – tehdy však byla dotace zamítnuta ve prospěch konkurenční oblasti Dolních Vítkovic v Ostravě. Projekt VTMT tak byl ukončen, neboť Tatra nedokázala jeho vznik a provoz financovat sama. 
V roce 2015 uzavřely Tatra a Moravskoslezský kraj novou dohodu o vytvoření muzea poté, co Tatra odkoupila desítky nákladních automobilů ze sbírky pana Jiřího Hlacha, která čítala i unikátní stroje (J. Hlach měl tehdy soukromé muzeum v pronajatých halách v Trhových Svinech, ale končila mu nájemní smlouva a desítkám unikátů hrozila zkáza). Projekt nového muzea zprvu počítal s přestěhováním celé sbírky osobních a nákladních automobilů z TMT do nového muzea, jenže prostorové podmínky by neumožnily zpřístupnit všechny exponáty. Proto bylo rozhodnuto administrativně i prostorově rozdělit sbírky na dvě části: uzavřenou kapitolu výroby osobních automobilů prezentovat ve stávajících prostorách TMT, pokračující výrobu nákladních a speciálních vozidel přemístit do nové budovy. Toto řešení umožnilo zpřístupnit a představit i rozměrné exponáty, po desítky let umístěné v depozitáři. Na vytvoření muzea se nakonec podílelo více subjektů: Moravskoslezský kraj, jeho příspěvková organizace Muzeum Novojičínska, firma TATRA TRUCKS a.s., město Kopřivnice a Regionální muzeum v Kopřivnici.
Projekt rekonstrukce staré budovy slévárny vytvořila firma ATRIS, s.r.o., se kterou spolupracovalo architektonické studio Kamil Mrva Architects, s.r.o., samotnou stavbu dodala a zhotovila firma MORYS s. r. o., expozice a interiér projektoval a zhotovoval Art Consultancy s.r.o. spolu s Ing. Radomírem Smolkou a Ing. Ondřejem Skácelem. Proměna slévárny na muzeum začala 1. března 2019 a trvala do prosince 2020. Dělníci budovu kompletně odstrojili až na holou nosnou ocelovou konstrukci, odstranili pozdější přístavby a znovu vystavěli všechny stěny. V blízkosti budovy muzea vznikla i novostavba Depozitář Slovenské strely, která byla oceněna v soutěži Stavba roku 2021. Během příprav nové budovy bylo opraveno nebo restaurováno i několik vzácných strojů. Realizace vyvrcholila převozem 77 exponátů z TMT a depozitářů, který byl zahájen 6. 4. 2021 a připojily se k němu i desítky technologických prvků, motorů a doplňujících sbírkových předmětů. Celkové náklady na vytvoření MNAT činily 173 milionů korun, z toho 141,5 milionu korun byla hodnota stavebních prací a 18,3 milionu korun hodnota práce na zařízení expozic. Náklady uhradil především Evropský fond regionálního rozvoje (104,8 mil. Kč), automobilka Tatra (40 mil. Kč), stát (6 mil. Kč) a Moravskoslezský kraj.
Muzeum bylo pro veřejnost slavnostně otevřeno 17. listopadu 2021, v den prvního výročí smrti Jiřího Hlacha.

## Expozice muzea
V muzeu je vystaveno 80 užitkových a nákladních automobilů, přes 20 motorů a velké množství modelů a dalších drobných exponátů, souvisejících s automobily či přímo tatrovkami. Expozice je rozdělena do 14 tematických celků s ohledem na časovou posloupnost výroby, některé celky se věnují konkrétním odvětvím - tatrám ve službách hasičů, expedičním či závodním vozům.  

### První, druhá a čtvrtá skupina
Tyto skupiny se věnují od počátku výroby vozidel v Kopřivnici do období druhé světové války. Od roku 1850 se v Kopřivnici vyráběly kočáry zvané Neutitscheinka. V expozici je také replika prvního nákladního vozu NW, který byl vyráběn od roku 1898. K tomu je tam vystaven podvozek NW TL 4 s rámovou konstrukcí.
Dalším exponátem je Tatra 11 konstruktéra Hanse Ledwinky, pak i typy T 12 i první čistě užitkový vůz T 13. Následují typy malých užitkových vozidel s páteří – T 26/30, T 72, T 82, T 93, T 43, T 43/52. Je zde i Tatra 23, což byl první nákladní automobil s centrální nosnou rourou a výkyvnými polonápravami. Pak jsou v expozici i typy T 24/67, T 25 a T 85.

### Tatra 111 a její sourozenci
Celek je věnován Tatře 111, typu, který byl vyráběn od roku 1942 do 1962. Součástí celku jsou také další exponáty, tahač těžkých přívěsů Tatra 141 a valník Tatra 128. V roce 1950 vznikl první prototyp horského autobusu Tatra 500 HB, který byl postaven na podvozku s páteřovou nosnou rourou s poháněnou dvojicí zadních náprav a využíval motoru a převodovky Tatra. Jednalo se o společný projekt Tatry a závodu Karosa ve Vysokém Mýtě. 

### Poválečné období do sametové revoluce
Pro toto období je v expozici několik vozů T 805, přezdívaných Kačena. V expozici jsou také exponáty, ve kterých byla některá technická řešení, která vznikla právě v Tatře, a to Tatra – OT-810 a OT-64 v expozici nazvané obrněnce s geny Tatry. V této části je také umístěna Tatra 138 z přelomu 50. a 60. let a typ T 148, kterého bylo vyrobeno více než 100 000 kusů, poprvé v historii automobilky. Také její následovnice Tatra 813 jako původně dělostřelecký tahač, vyráběný od roku 1967. Následuje T 813 8x8 KOLOS i varianta T 813 S1 8x8 přezdívaná Drtikolka. Typy po ní už jsou ovlivněny rozhodnutím RVHP, že Tatra bude výrobcem terénních nákladních vozidel s nosností nad 12 tun. Proto je v muzeu vystavena Tatra 815, vojenský prototyp T 815 VT 8x8 z roku 1974 s původním provedením kabiny a prototyp cisterny na palivo Tatra 815-6 8x8 LIWA PETRA.

### Po roce 1989, neboli nová produkce
Porevoluční nákladní vozy prezentují typy Tatra 815-2 Terra, Tatra 810 a Tatra 815-7. Důležitý je taky exponát patentového řešení, zvaného King Frame, které umožnilo přetrvání tatrovácké koncepce dodnes.

## Galerie

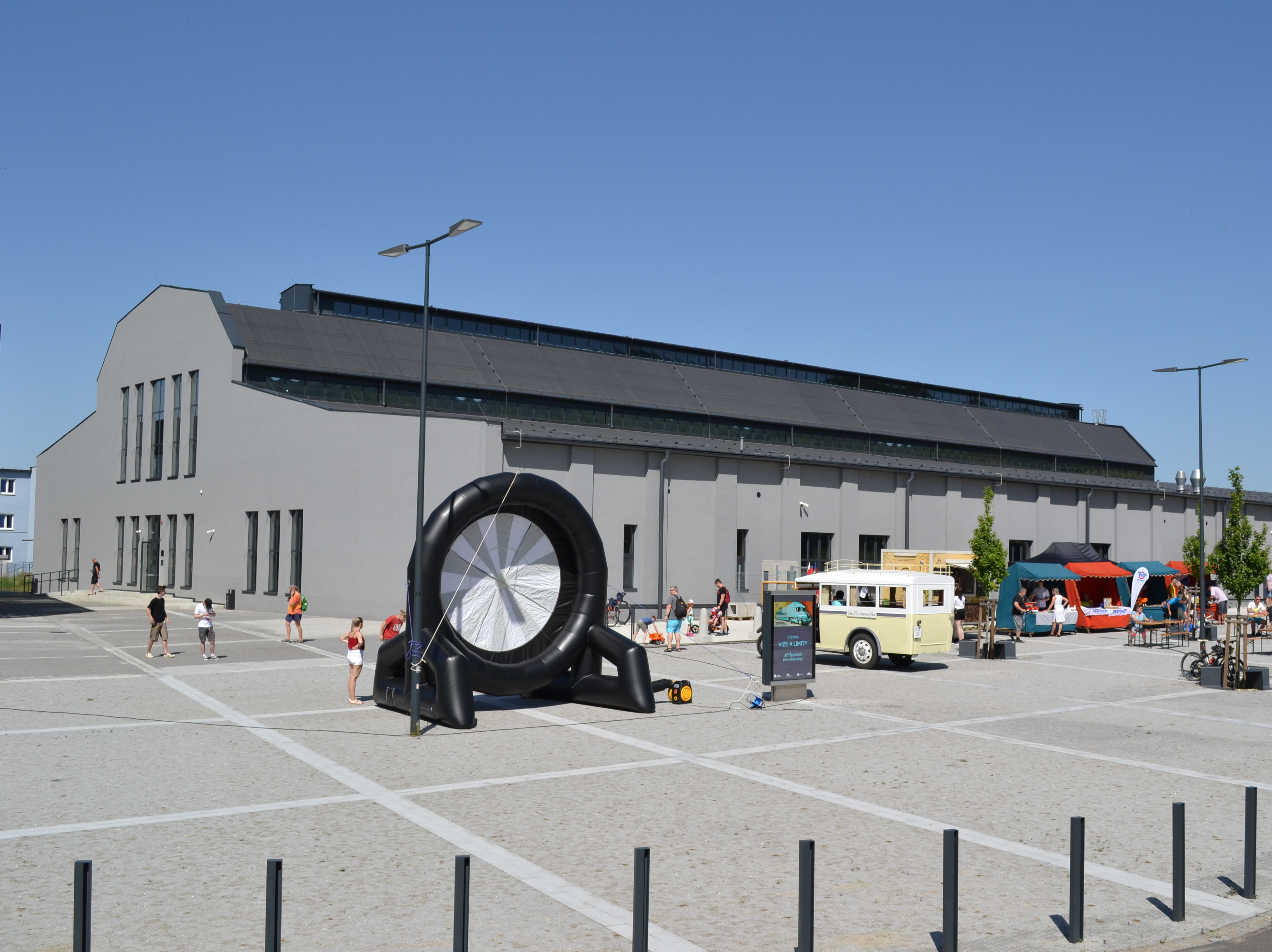
exteriér muzea
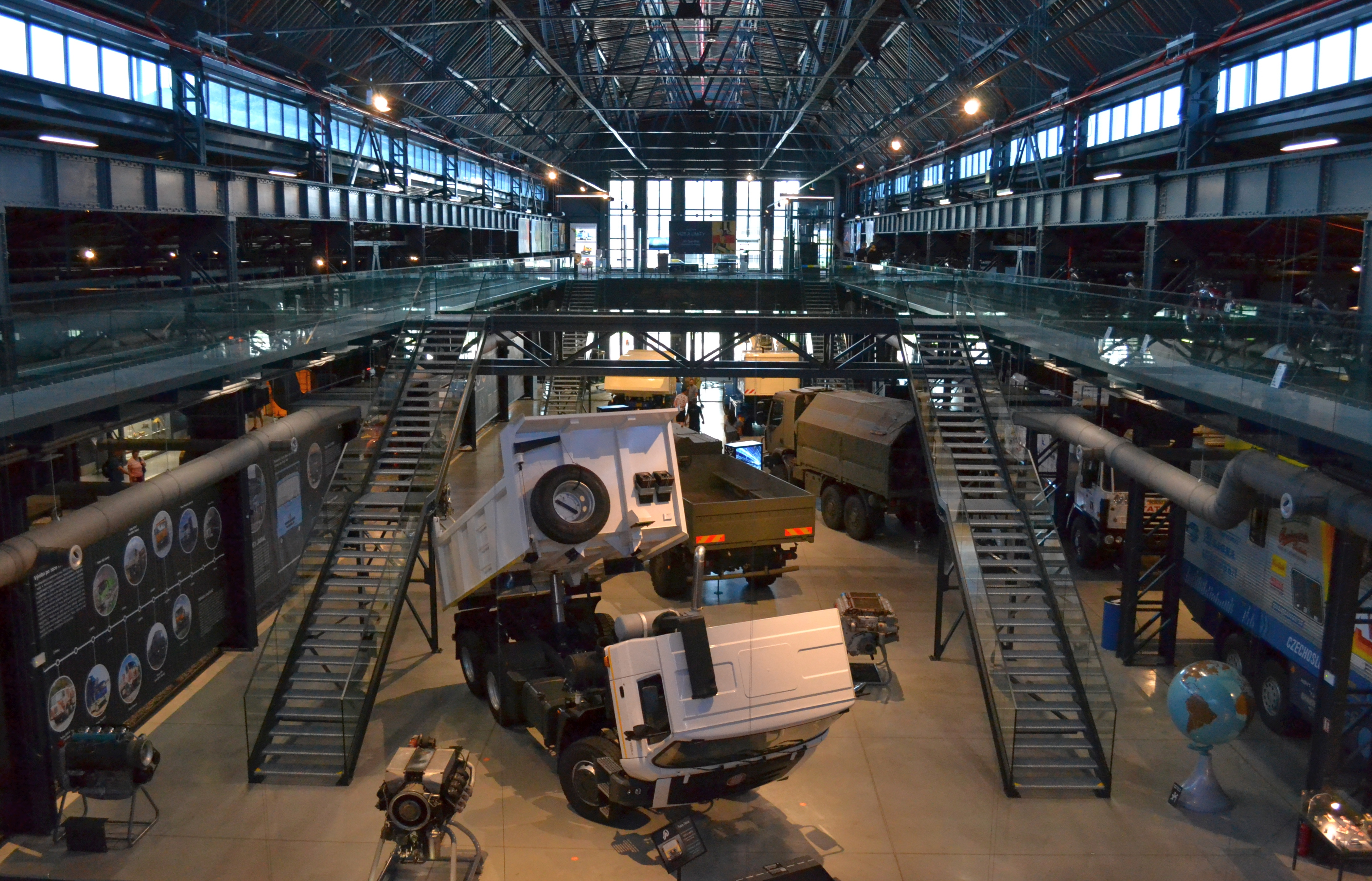
interiér muzea
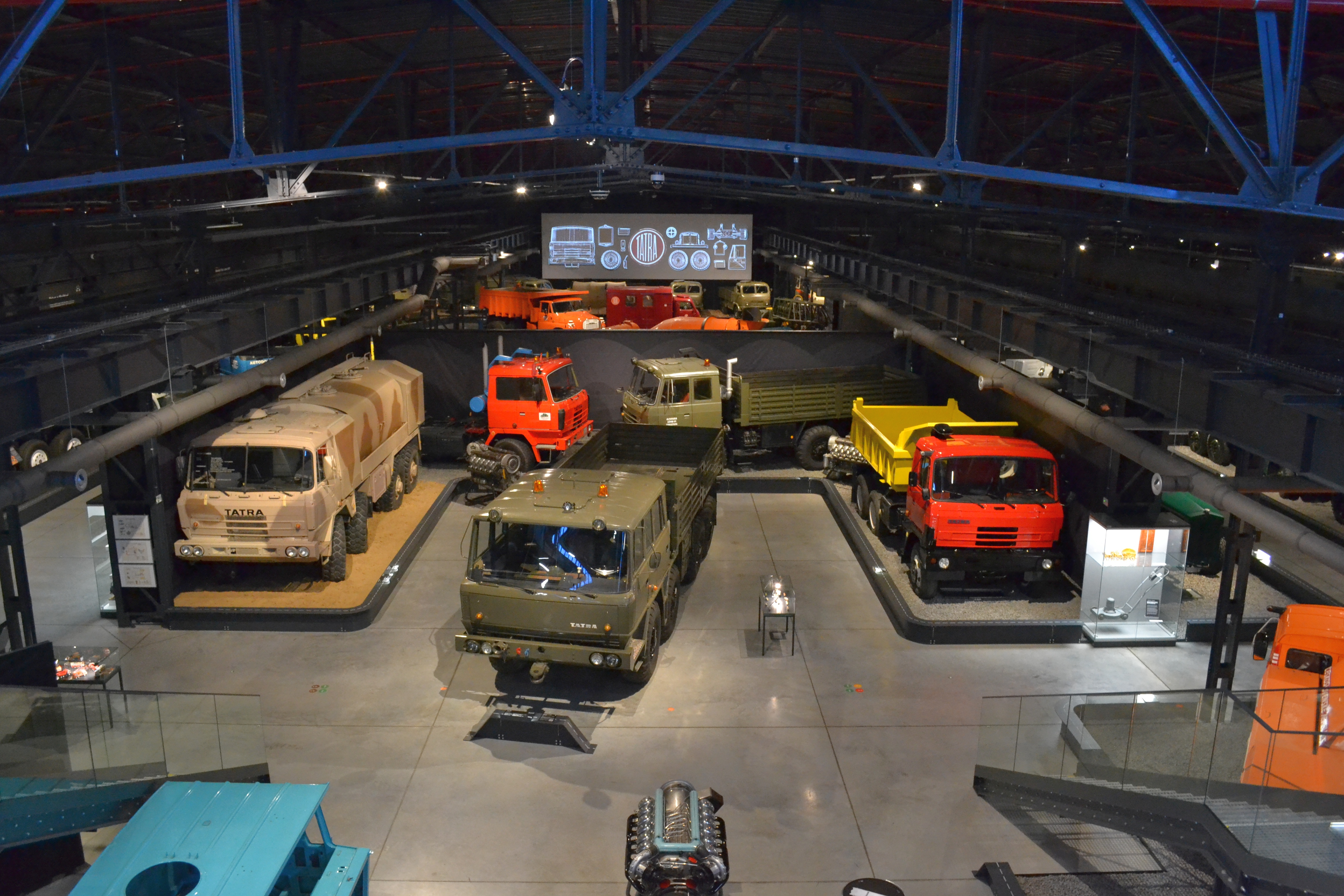
interiér muzea
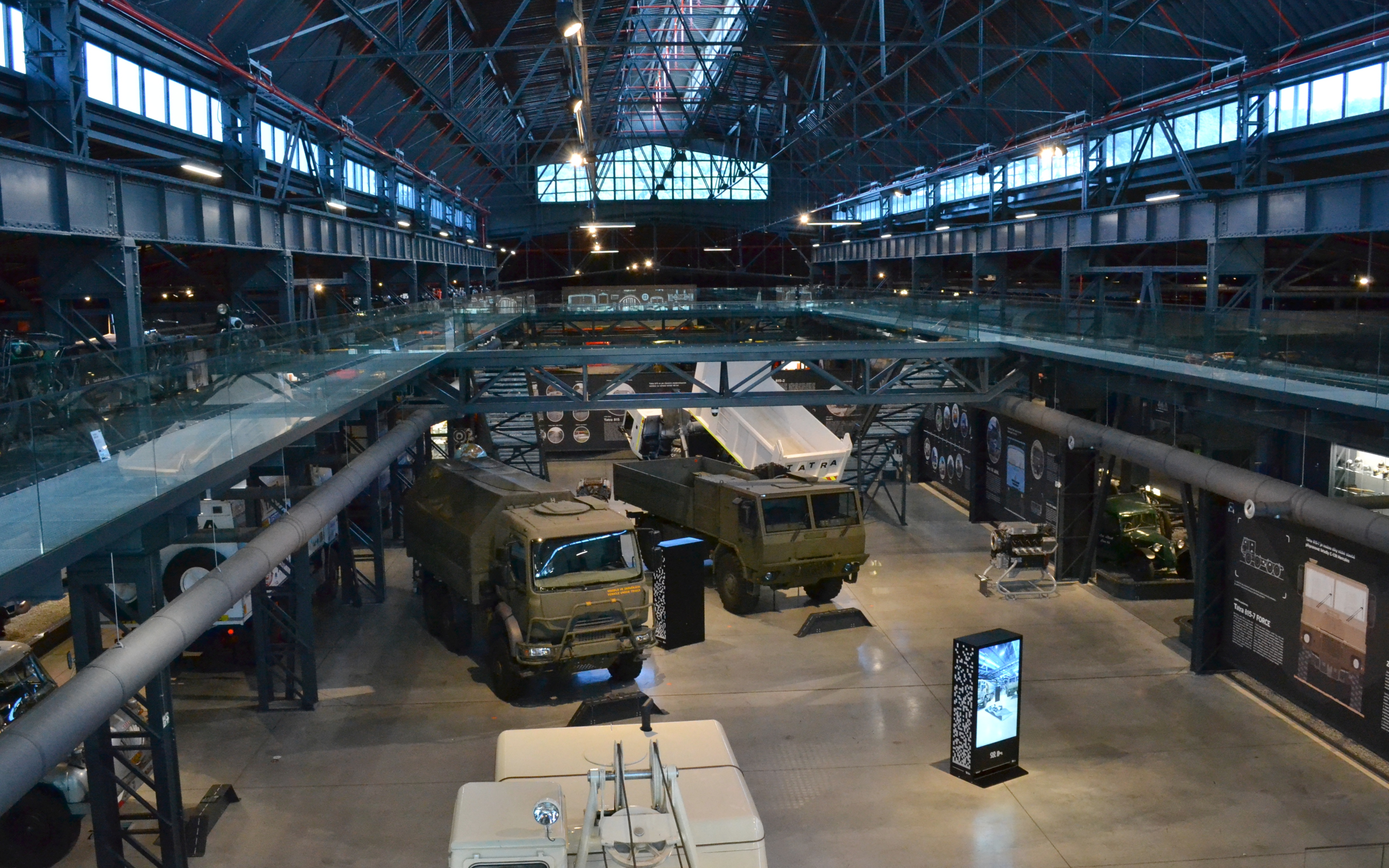
interiér muzea
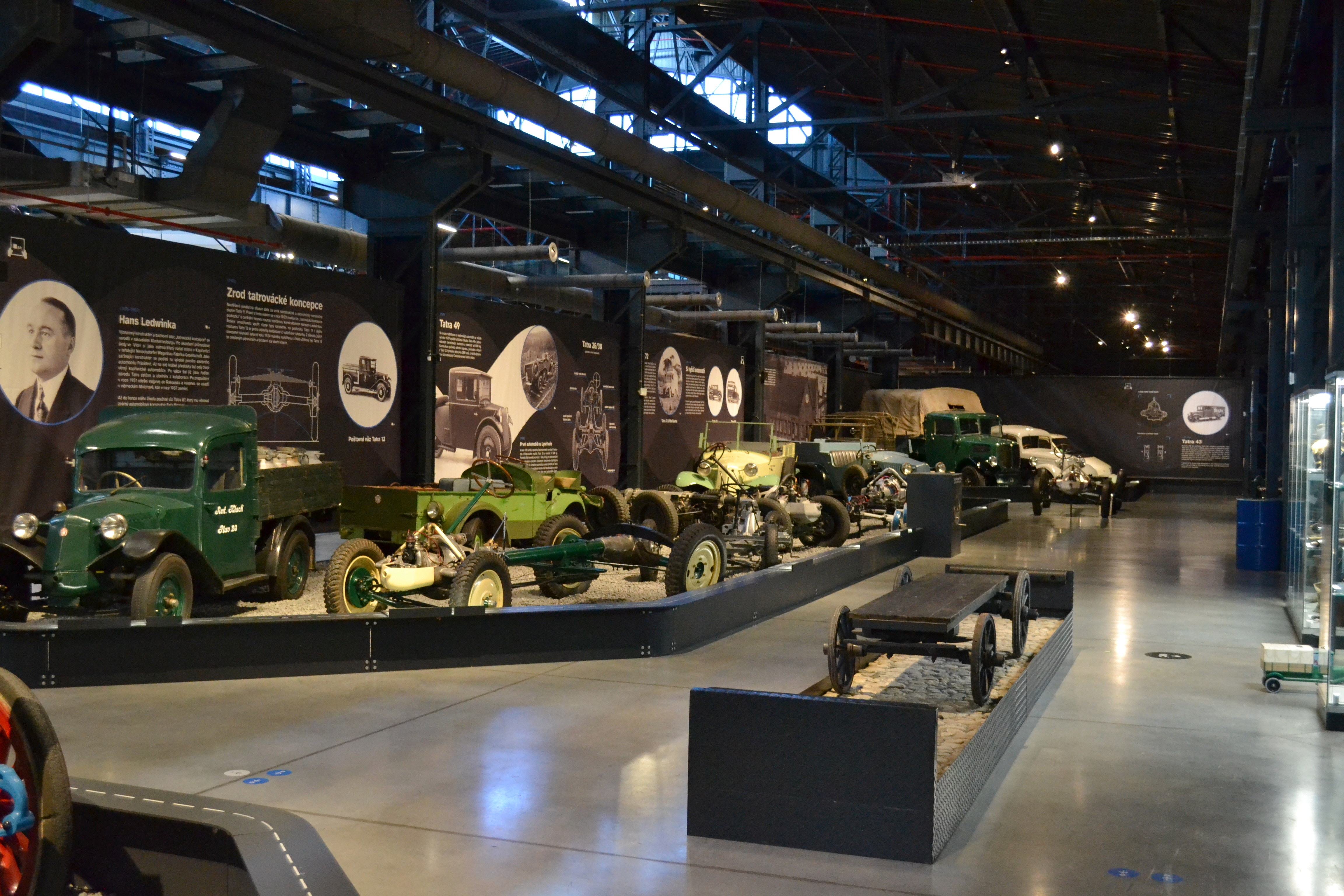
interiér muzea
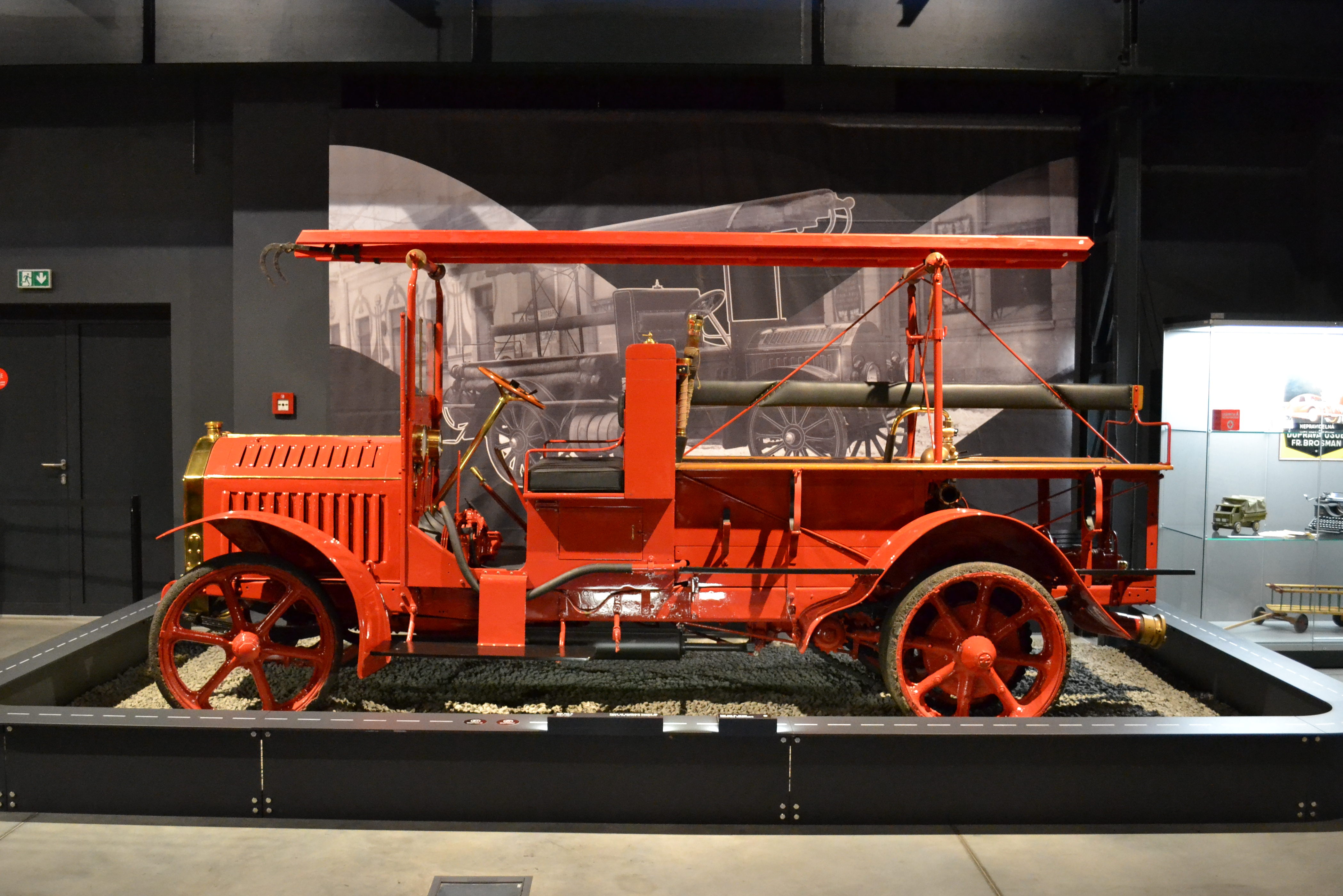
NW typ K
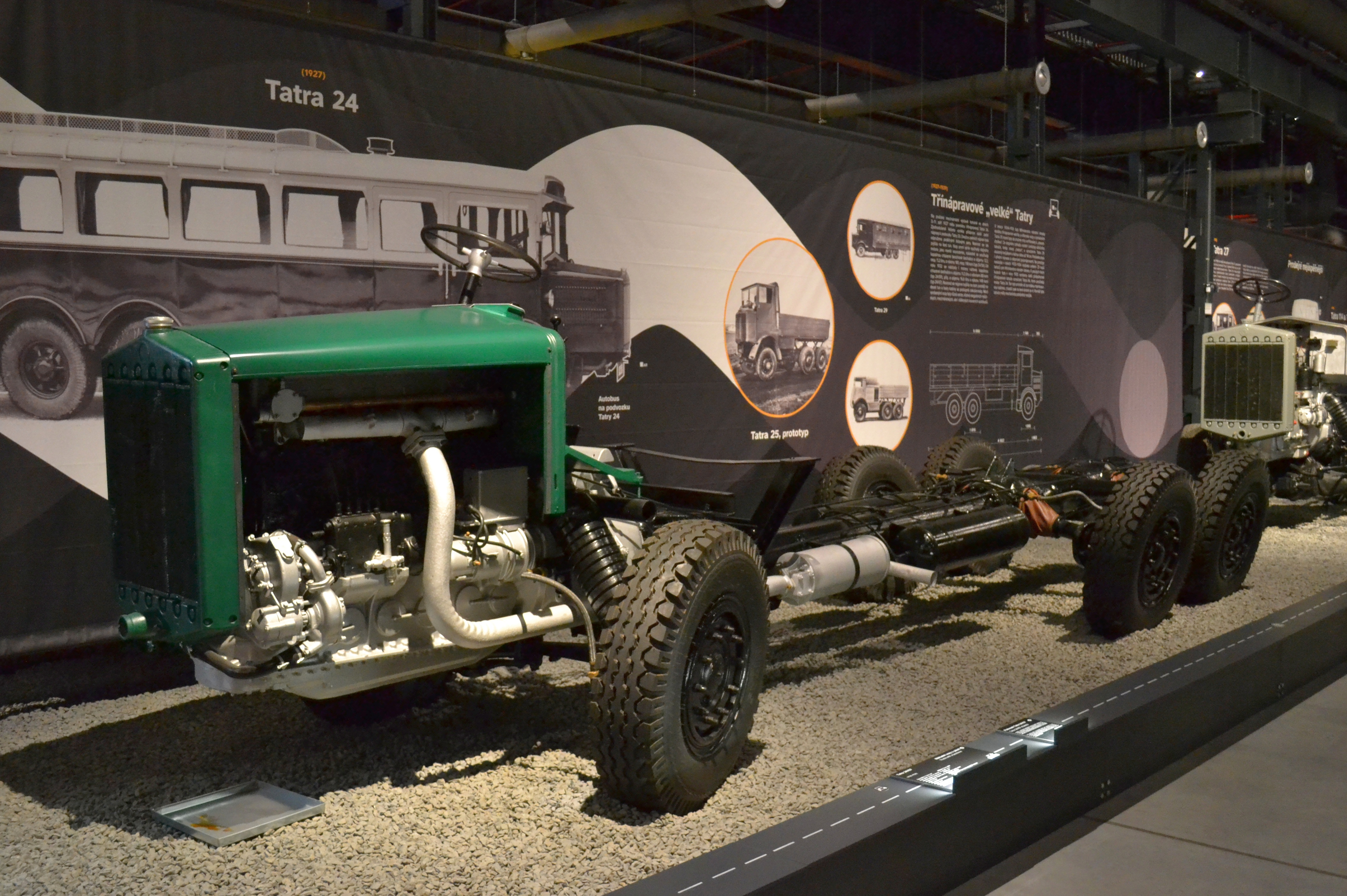
podvozek Tatra 24/67
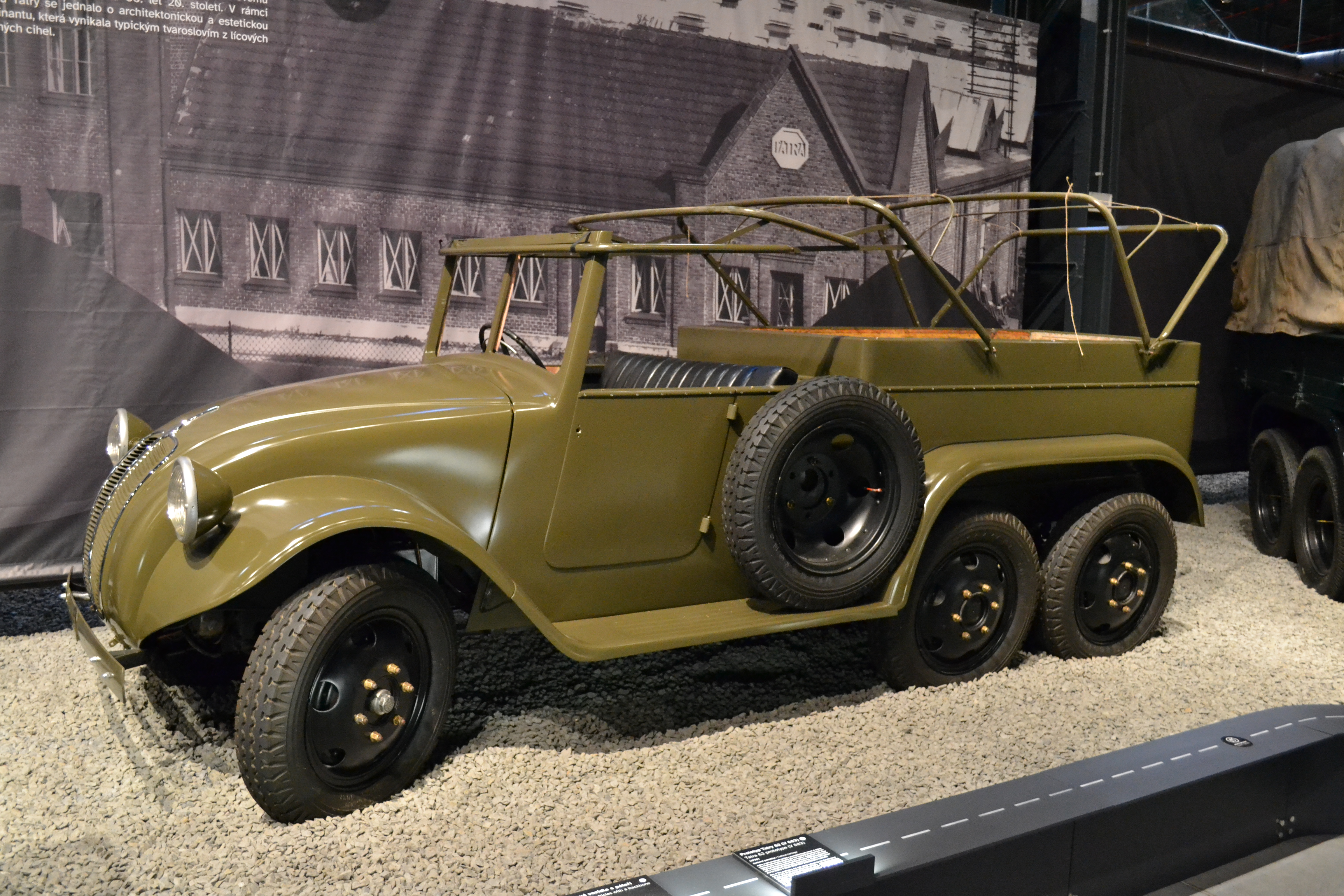
Tatra 82 break
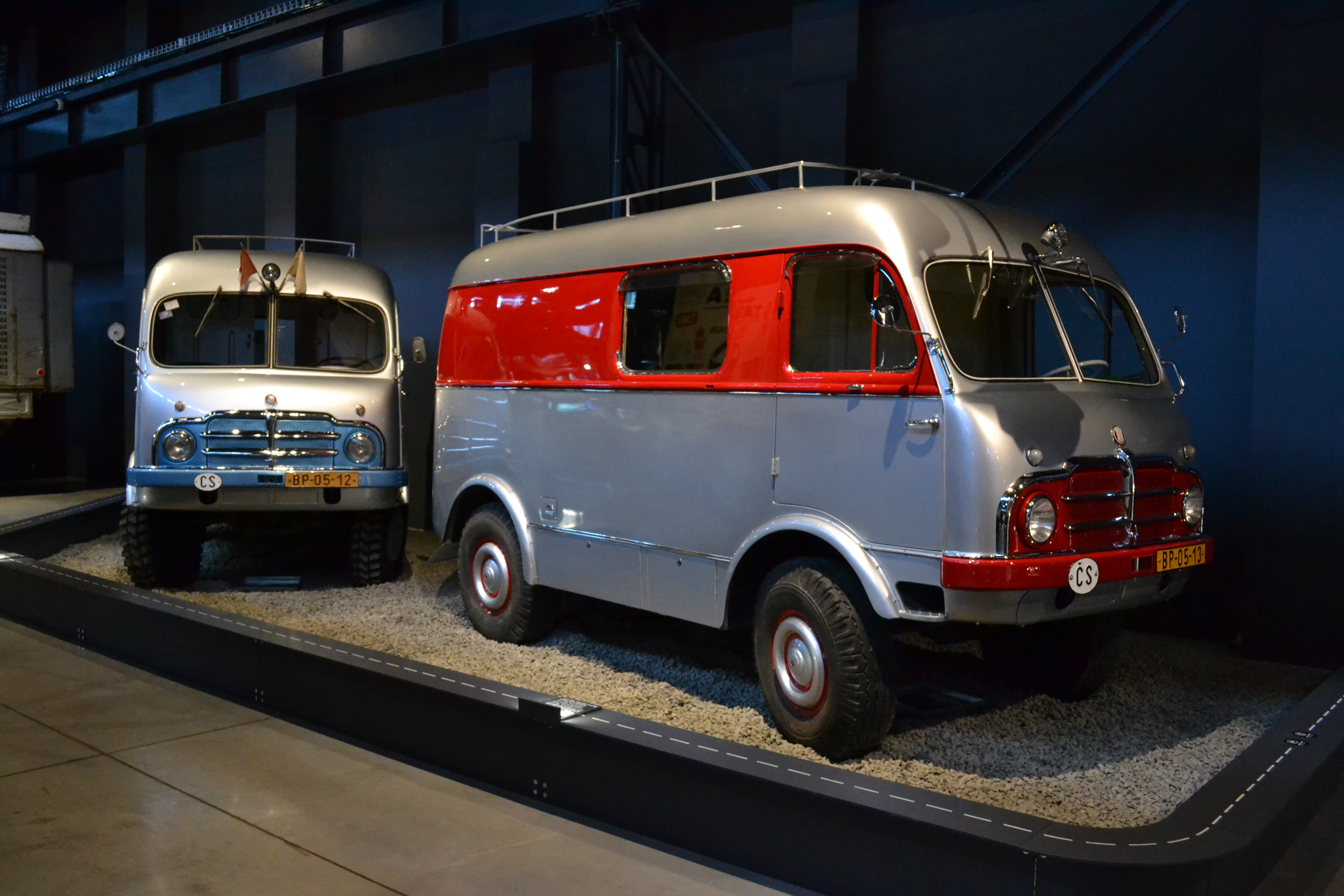
Tatry 805 Hanzelky a Zikmunda
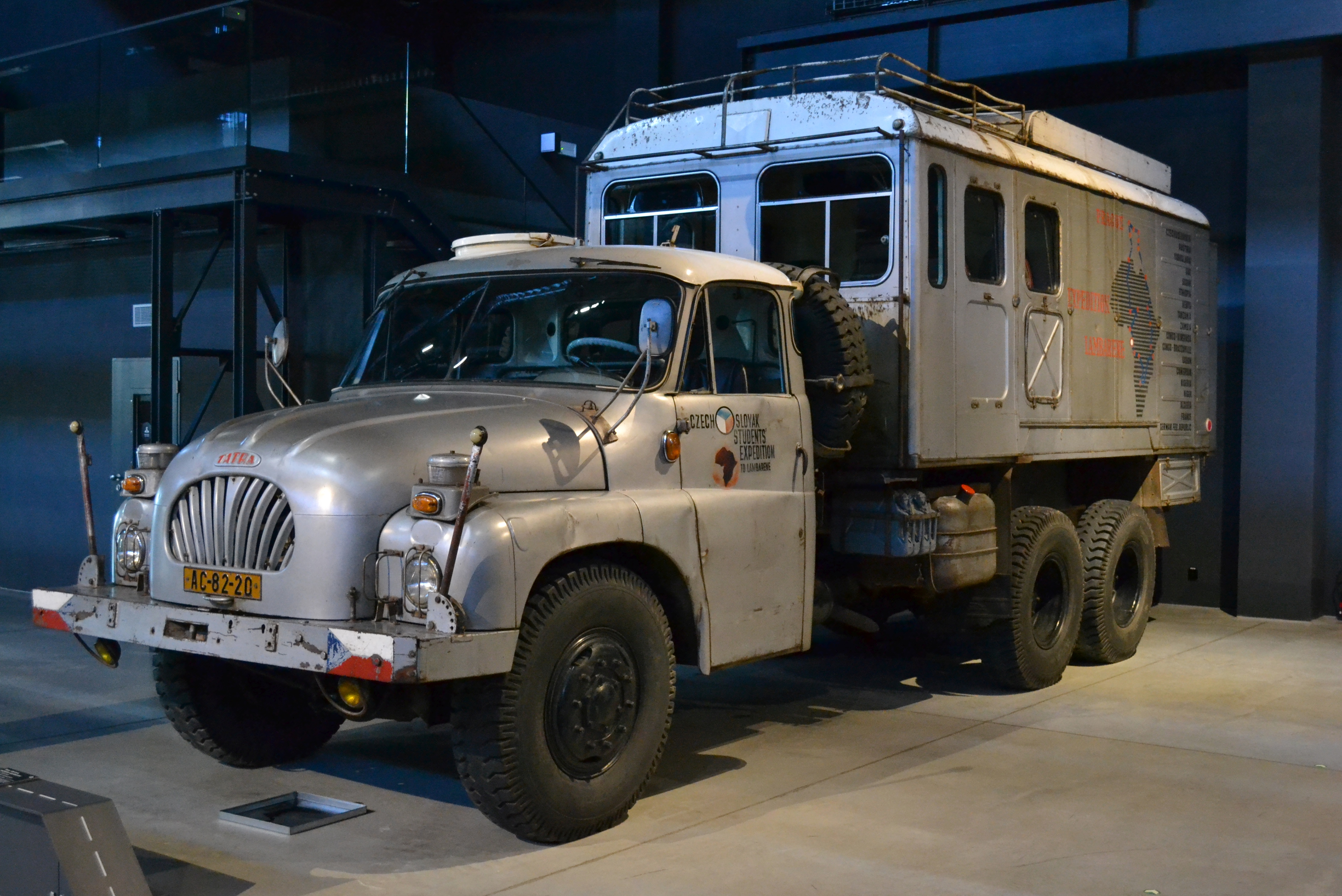
Tatra 138 expedice Lambaréné
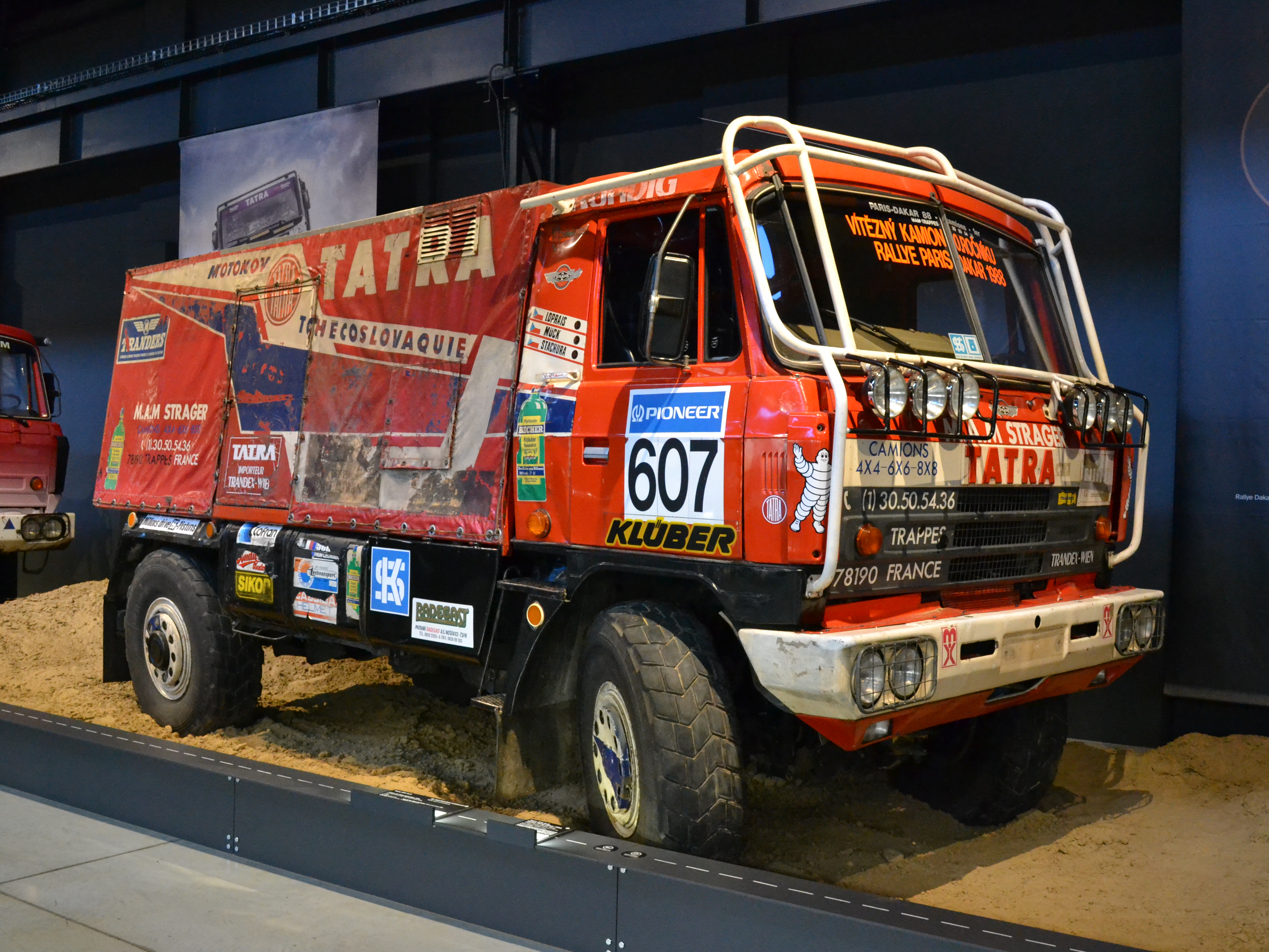
Tatra 815 4x4, vítěz Rallye Dakar 1988
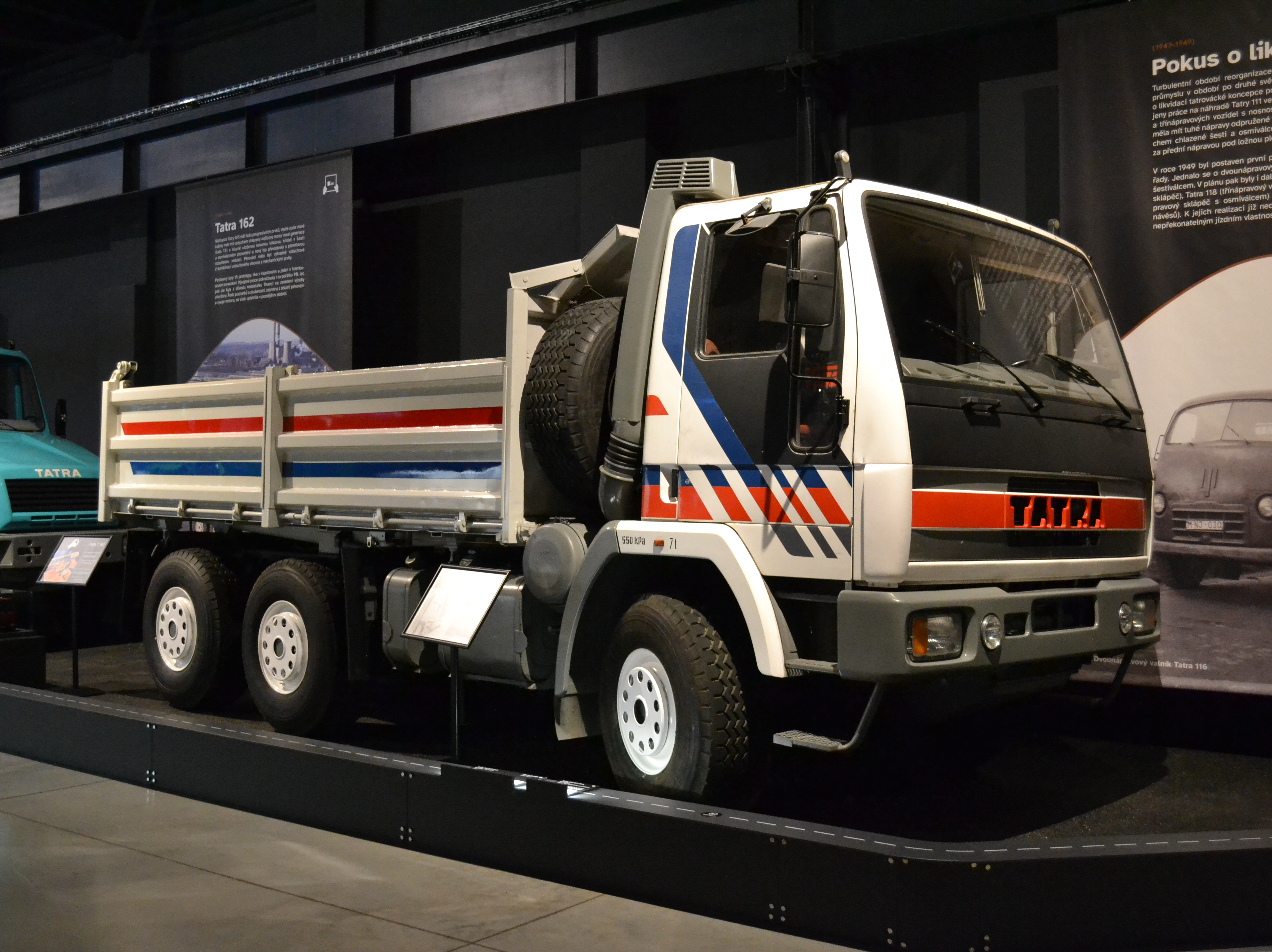
prototyp Tatra 162 S3T 6x4